# Sunken Meadow State Park

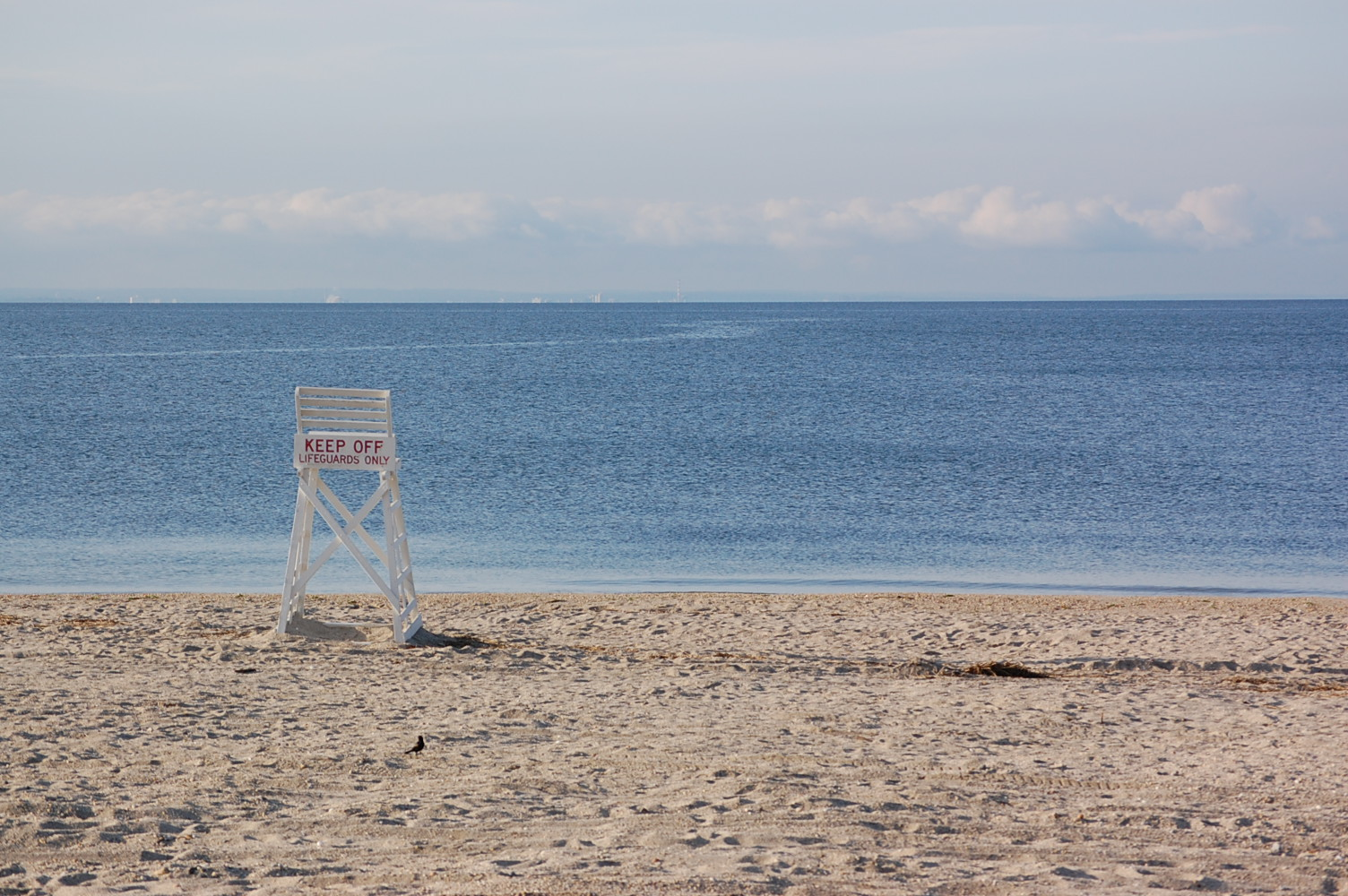
Strand im Park

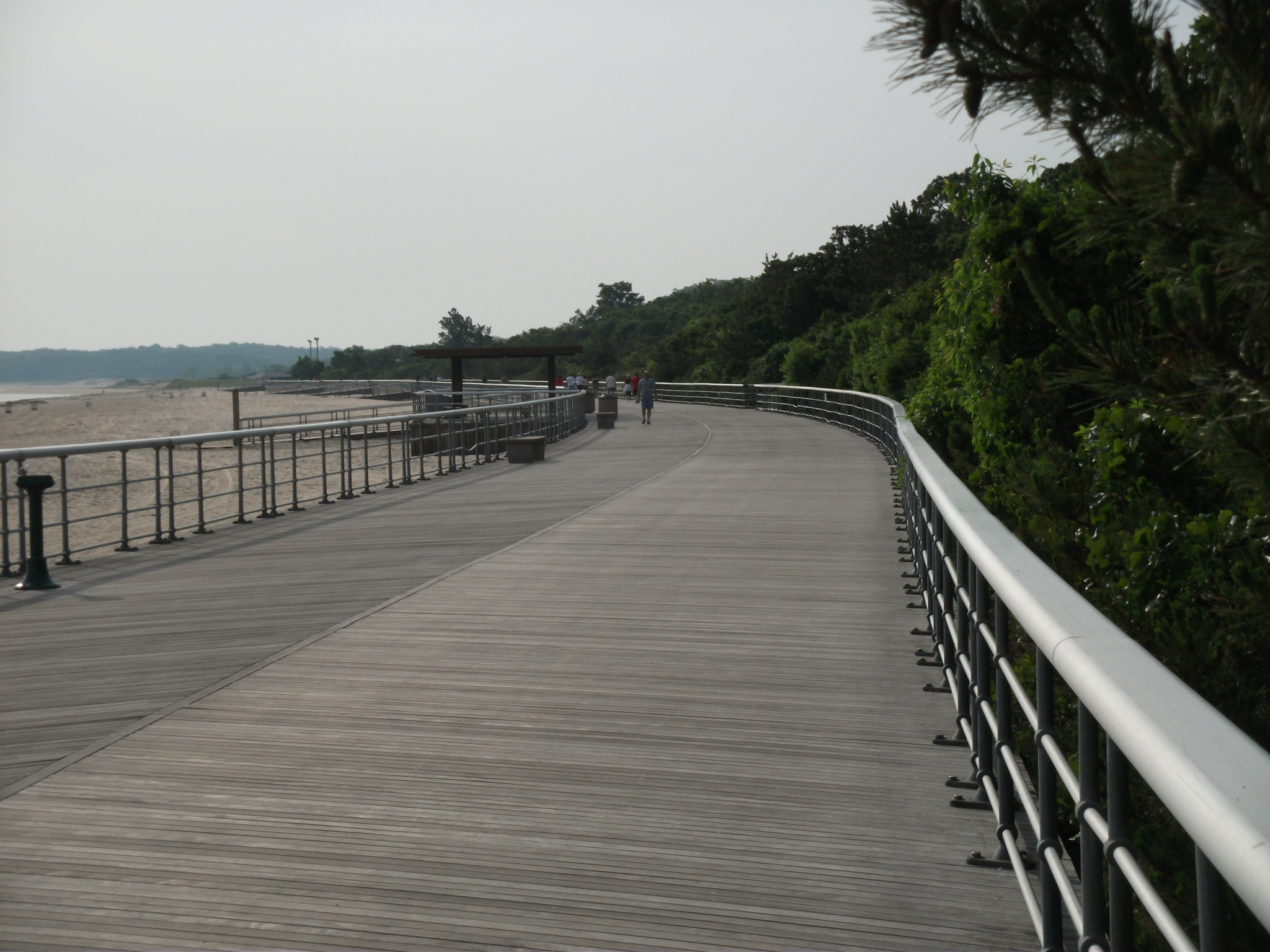
Promenade am Strand

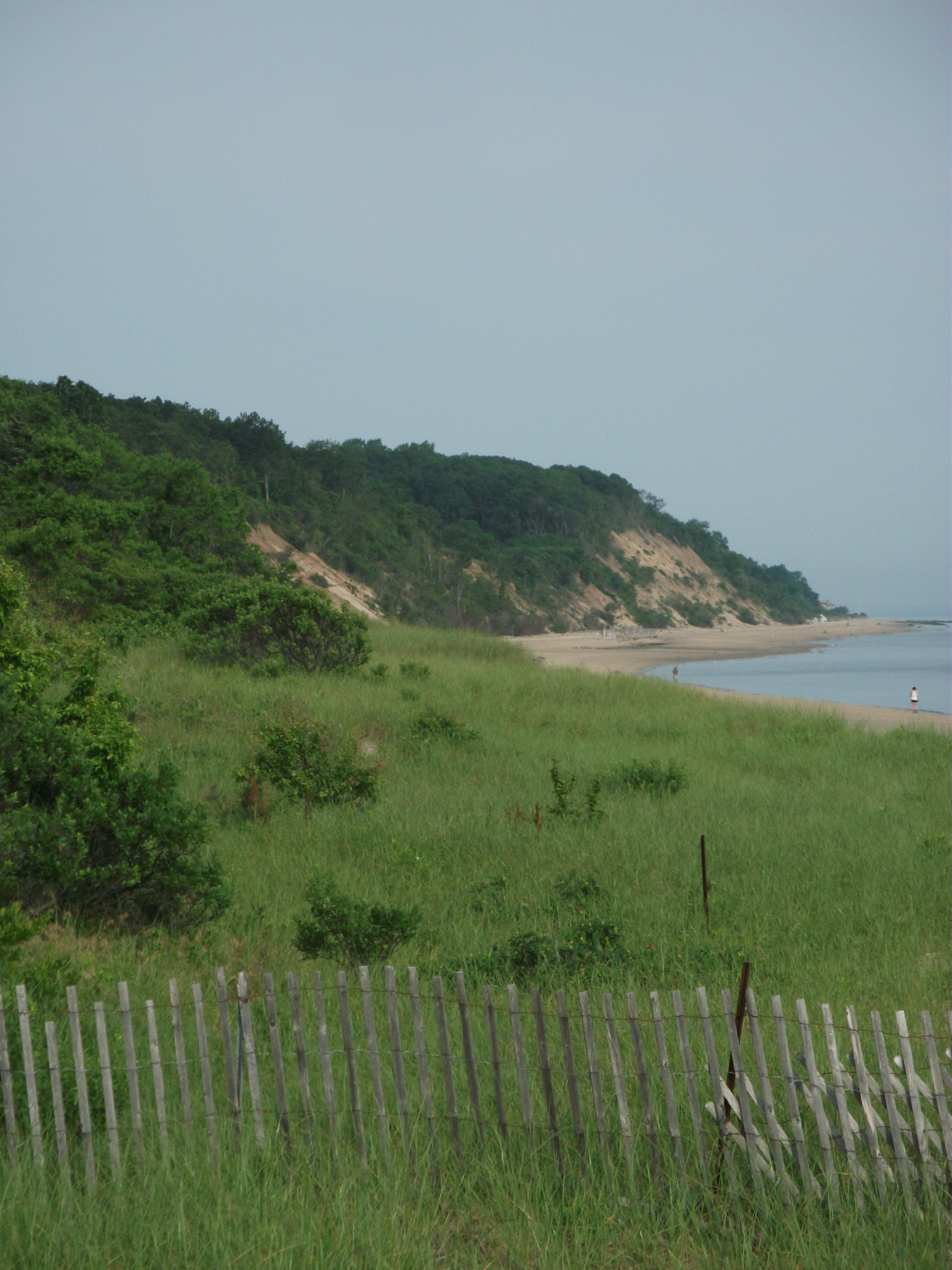
Steilküste und Strand

Der Sunken Meadow State Park, auch Sunken Meadow State Park (Governor Alfred E. Smith) ist ein State Park an der Küste des Long Island Sound nahe Smithtown im Suffolk County, New York, USA. Er befindet sich auf der nördlichen Seite der Insel Long Island und umfasst eine Fläche von etwa 4,9 Quadratkilometern. Unterhalten wird der Park vom New York State Office of Parks, Recreation and Historic Preservation. Der Name des Parks (versunkene Wiese) rührt von den tiefen feuchten Wiesen her, die den schmalen Sandstrand vom dahinter liegenden höheren Land trennen. Der Beiname Governor Alfred E. Smith ist zu Ehren des ehemaligen Gouverneurs des US-Bundesstaates New York hinzugefügt worden.

## Geschichte
Das erste Stück des Parks Land konnte im Jahr 1926 vom Staat New York von der Familie Lamb erworben werden. Durch den Ausbau der Schnellstraßen wuchs das Interesse der Bevölkerung am Park und dem Besuch des Strandbereiches. Im Jahr 1928 kam von der Stadt Smithtown ein weiteres großes Stück Land am Strand zum Park hinzu. Weitere kleine Erweiterungen haben in den folgenden Jahren stattgefunden. Heute besuchen bis zu 2,5 Millionen Menschen den Park jährlich, an guten Wochenenden können sich bis zu 24.000 Besucher im Park aufhalten.

## Freizeitangebote
Der Park bietet etwa 4,5 Kilometer Strand am Long Island Sound. Der Nissequogue River mündet im Park in den Long Island Sound und bildet hier Brackwasserbereiche und Marschlandschaften. Durch einen künstlichen Damm vom Tidegewässer getrennt gibt es weitere Marschlandschaften, die vom Fluss- und Grundwasser gespeist werden. Im Park befinden sich so drei unterschiedliche aquatische Ökosysteme (Salz-, Brack- und Süßwasser) mit unterschiedlicher Flora und Fauna. Südlich von den Feuchtgebieten befinden sich naturbelassene Wälder in leicht hügeliger, eiszeitlich geprägter Landschaft, die am Long Island Sound eine Steilküste bildet. Die höchste Erhebung der Parks liegt etwa 80 Meter über dem Meeresspiegel. Der Park verfügt über etwa 10 Kilometer Wander- und Fahrradwege sowie Parkplätze (kostenpflichtig), verschiedene Picknick Plätze, Spielplätze, Ballsportplätze und Gastronomie. Es besteht die Möglichkeit zum Reiten, Kajak und Kanu fahren sowie zum Windsurfen. Der angeschlossene Governor Alfred E. Smith/Sunken Meadow State Park Golf Course Golfplatz verfügt über drei Bahnen mit jeweils neun Löchern, Driving Range (zum Üben langer Schläge) sowie ein Putting Green (zum Üben des Einlochens des Balles). Der Park ist täglich von Sonnenaufgang bis zum Sonnenuntergang geöffnet.
Der Long Island Greenbelt Trail verbindet den Sunken Meadow State Park über einen fast 50 Kilometer langen Weg mit dem Heckscher State Park an der Great South Bay nahe East Islip.
Zu erreichen ist der Park über den Sunken Meadow State Parkway der zwei eigene Ausfahrten zum Park hat und schließlich hier endet. Mit öffentlichen Verkehrsmitteln kann der Park über die etwa einen Kilometer entfernte Long Island Railroad Station Kings Park sowie mit dem Bus erreicht werden. Neben dem Haupteingang für Autos gibt es zahlreiche weitere Eingänge für Fußgänger und Radfahrer.

## Fauna
Im Park sind zahlreiche Tierarten heimisch. Für die Vogelbeobachtung der im Park lebenden Vogelarten, hat das New York State Office of Parks, Recreation & Historic Preservation eine Liste zusammengestellt, die die Bestimmung vereinfacht und verschiedene Beobachtungsplätze eingerichtet.